# Camille de Farcy
Pour les autres membres de la famille, voir famille de Farcy.
Camille de Farcy, comte de Pontfarcy (° 19 mars 1792, alias 17 mars 1794 - † 20 août 1850), est un officier français, général des insurgés royalistes.

## Biographie
Né le 19 mars 1794 à Jersey, Camille de Farcy passe sa jeunesse en émigration en Angleterre. 
Après le retour de sa famille, il entre au régiment des gardes d'honneur en 1813, mousquetaire de la garde du Roi en 1814. Chevalier de l'ordre royal de la Légion d'honneur (17 novembre 1814), on le retrouve capitaine de cavalerie en 1815, puis, à l'armée d'Andigné, chef de la 7e Légion dans le secteur de Vaiges et d'Évron.
Revenu au château de Champfleury, à Arquenay, à la Restauration,  il devient maire d'Arquenay (1821-1830). 
Après 1830, il correspondit avec la duchesse de Berry en exil, et reçut le commandement de la Mayenne avec le grade de général, commandant en chef, pour ce département, de l'Insurrection royaliste dans l'Ouest de la France en 1832. Son armée comprenait alors 3 légions. Destinataire du contre-ordre, il n'eut pas le temps de prévenir ses subordonnés. Il aida la duchesse de Berry à s'enfuir pendant l'insurrection.
Il fut breveté maréchal de camp par la duchesse de Berry en juillet 1832; il émigra ensuite en Angleterre, et alla retrouver le roi Charles X à Prague.
À son retour en 1837, il reçut du duc de Bordeaux l'autorisation de chasser, sa vie durant, sur le domaine de Chambord.
Il mourut le 20 août 1850.

### Famille
Il avait épousé, par contrat du 18 mars 1821, Marie Foucault de Vauguyon, fille de Jacques-Pierre Foucault de Vauguyon, époux de Sophie-Martin de Ligonnières. Il mourut le 28 août 1850 et elle, à Jersey, le 6 juin 1835, laissant cinq enfants : 1° Camille, 2° Frédéric, 3° Marie, 4° Camille et 5° Louise.

## Sources et Bibliographie
- Dictionnaire des Chouans de la Mayenne, d'Hubert La Marle, Editions régionales de l'Ouest, Mayenne, 2005.
- Paul de Farcy, Généalogie de la famille de Farcy, Laval, Imprimerie de L. Moreau, 1891